# Кислянский сельский совет (Синельниковский район)
Кислянский сельский совет (укр. Кислянська сільська рада) — входит в состав
Синельниковского района
Днепропетровской области
Украины.
Административный центр сельского совета находится в 
с. Кислянка.

## Населённые пункты совета
- с. Кислянка
- с. Каменоватка
- с. Надеждовка
- с. Хорошево